# William Langer

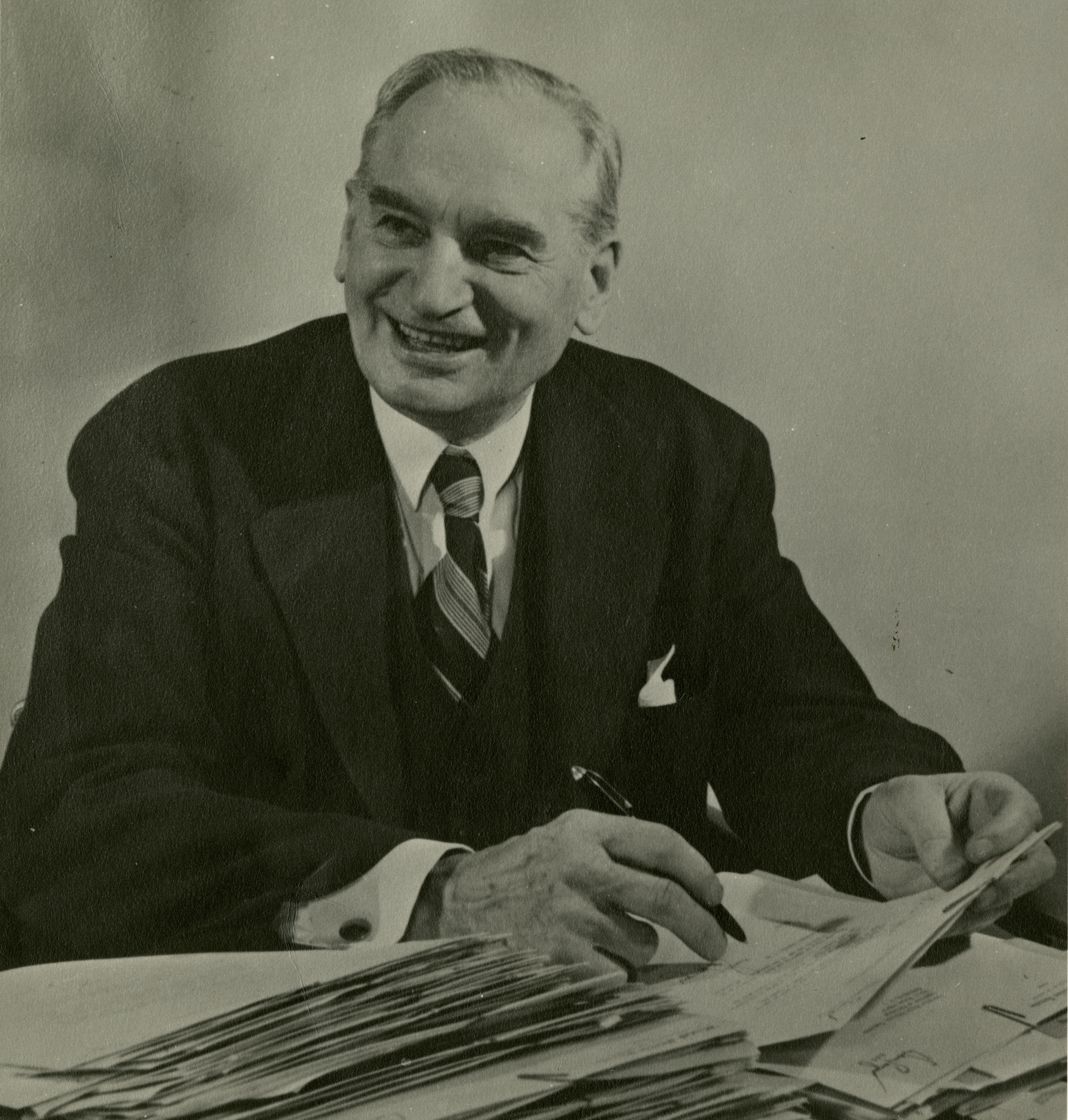
William Langer

William Langer (* 30. September 1886 in Casselton, Cass County, Dakota-Territorium; † 8. November 1959 in Washington, D.C.) war ein US-amerikanischer Politiker und von 1933 bis 1934 der 17. sowie von 1937 bis 1939 der 21. Gouverneur von North Dakota. Diesen Bundesstaat vertrat er außerdem von 1941 bis 1959 im US-Senat.

## Frühe Jahre und politischer Aufstieg
William Langer besuchte nach der Grundschule die University of North Dakota. Dort machte er 1906 sein juristisches Examen. Anschließend besuchte er auch noch die Columbia University. Zwischen 1915 und 1917 war Langer Bezirksstaatsanwalt im Morton County. Von 1917 bis 1921 war er Attorney General von North Dakota. Zunächst stand er der Nonpartisan League nahe, von der er sich aber später distanzierte. Im Jahr 1932 wurde er als Kandidat der Republikanischen Partei zum neuen Gouverneur von North Dakota gewählt, wobei er sich mit 55:45 Prozent der Stimmen gegen den Demokraten Herbert C. Depuy durchsetzte.

## Gouverneur von North Dakota
Langers Amtszeit fiel in die Zeit der Weltwirtschaftskrise. Er initiierte ein Hilfsprogramm für die betroffenen Farmer. Die Opposition gegen ihn war aber ziemlich stark und warf ihm Betrug und Begünstigung im Amt vor. Daraufhin wurde Langer am 17. Juli 1934 als Gouverneur abgesetzt und zu 18 Monaten Gefängnis und 10.000 Dollar Bußgeld verurteilt. Vizegouverneur Ole Olson beendete die angebrochene Amtszeit für den abgesetzten Gouverneur. William Langer fand sich mit dieser Situation nicht ab, ging durch weitere juristische Instanzen und wurde schließlich freigesprochen. Daraufhin konnte er sich 1936 erneut um das Amt des Gouverneurs bewerben. Er schaffte auch den Wahlsieg gegen Amtsinhaber Walter Welford und konnte zwischen dem 6. Januar 1937 und dem 5. Januar 1939 eine volle Amtszeit als Gouverneur absolvieren. In dieser Zeit wurden die Rentenversicherung und die Kinderbetreuung verbessert.

## US-Senator
1938 bewarb sich Langer erfolglos um einen Sitz im US-Senat. Zwei Jahre später schaffte er aber dann doch den Einzug in den Kongress. Bis zu seinem Tod im Jahr 1959 blieb Langer US-Senator in Washington. Er war Mitglied mehrerer Ausschüsse. William Langer war mit Lydia Cady verheiratet, mit der er vier Kinder hatte.